# Monasterio Ratisbonne
El Monasterio Ratisbonne (en hebreo: מנזר רטיסבון)
es un monasterio en el barrio de Rehavia de Jerusalén, Israel, creado por Marie-Alphonse Ratisbonne, un converso francés del judaísmo. Los trabajos en el edificio, diseñado por el arquitecto francés M. Daumat, comenzaron en 1874 en una colina yerma, ahora en el centro de Jerusalén Oeste.
En 1843, junto con su hermano mayor, Marie-Theodore, también converso al catolicismo, Marie-Alphonse Ratisbona fundó la Congregación de Nuestra Señora de Sion. El objetivo era lograr una mejor comprensión entre los judíos y los cristianos y convertir judíos. En 1855 se trasladó a Palestina, donde pasó el resto de su vida trabajando para la conversión de los judíos y musulmanes. En 1856 se estableció el convento de Ecce Homo de las Hermanas de Sion, en la Vía Dolorosa en la Ciudad Vieja. En 1874, fundó el orfanato San Pedro de Sion en el recinto de este convento. El Instituto comenzó como una la escuela primaria que también enseñó idiomas como el: francés, inglés, árabe y hebreo.